# Ragnar Sigurðsson

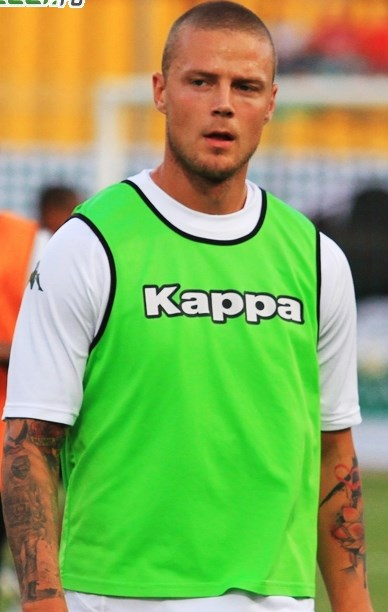
Ragnar Sigurðsson (2014)

Ragnar Sigurðsson (* 19. června 1986, Reykjavík) je bývalý islandský fotbalový obránce a reprezentant.

## Klubová kariéra
- Fylkir (mládež)
- Fylkir 2004–2006
- IFK Göteborg 2006–2011
- FC Kodaň 2011–2013
- FK Krasnodar 2014–2016
- Fulham FC 2016–2018[1]

## Reprezentační kariéra
Ragnar hrál za islandské mládežnické reprezentační výběry U17, U19 a U21.
V A-mužstvu Islandu debutoval 22. 8. 2007 v přátelském utkání v Reykjavíku proti reprezentaci Kanady (remíza 1:1). Zúčastnil se kvalifikace na EURO 2016 ve Francii, z níž se islandský národní tým poprvé v historii probojoval na evropský šampionát.
Dvojice trenérů islandského národního týmu Lars Lagerbäck a Heimir Hallgrímsson jej zařadila na závěrečnou 23člennou nominační soupisku na EURO 2016 ve Francii. Na evropském šampionátu se islandské mužstvo probojovalo až do čtvrtfinále, kde podlehlo Francii 2:5 a na turnaji skončilo.